# OVCA2
OVCA2 (англ. OVCA2, serine hydrolase domain containing) – білок, який кодується однойменним геном, розташованим у людей на 17-й хромосомі. Довжина поліпептидного ланцюга білка становить 227 амінокислот, а молекулярна маса — 24 418.
| 10         |  | 20         |  | 30         |  | 40         |  | 50         |
| ---------- |  | ---------- |  | ---------- |  | ---------- |  | ---------- |
| MAAQRPLRVL |  | CLAGFRQSER |  | GFREKTGALR |  | KALRGRAELV |  | CLSGPHPVPD |
| PPGPEGARSD |  | FGSCPPEEQP |  | RGWWFSEQEA |  | DVFSALEEPA |  | VCRGLEESLG |
| MVAQALNRLG |  | PFDGLLGFSQ |  | GAALAALVCA |  | LGQAGDPRFP |  | LPRFILLVSG |
| FCPRGIGFKE |  | SILQRPLSLP |  | SLHVFGDTDK |  | VIPSQESVQL |  | ASQFPGAITL |
| THSGGHFIPA |  | AAPQRQAYLK |  | FLDQFAE    |  |            |  |            |

A: Аланін

C: Цистеїн

D: Аспарагінова кислота

E: Глутамінова кислота

F: Фенілаланін

G: Гліцин

H: Гістидин

I: Ізолейцин

K: Лізин

L: Лейцин

M: Метіонін

N: Аспарагін

P: Пролін

Q: Глутамін

R: Аргінін

S: Серин

T: Треонін

V: Валін

W: Триптофан

Кодований геном білок за функцією належить до гідролаз. 